# Objaw kliniczny
Objaw kliniczny, in. symptom (stgr. σύμπτωμα symptoma ‘przypadek’) – zaobserwowana właściwość stanu pacjenta poddająca się ocenie lekarskiej stanowiąc podstawę do wnioskowania o czynnościach ustroju, jego narządów i tkanek zarówno w stanie zdrowia, jak i choroby (zob. też zespół chorobowy). 
Objawy patologiczne występują w zaburzeniach czynności ustroju, wskazują na ich rodzaj i pomagają w ustaleniu rozpoznania (zob. też diagnoza różnicowa). 
Objaw patognomoniczny, to objaw występujący wyłącznie w jednej konkretnej chorobie i jego znalezienie u pacjenta jest równoznaczne z rozpoznaniem choroby.
Rozróżniamy objawy kliniczne:
- podmiotowe (subiektywne), odczuwane przez samego chorego (np. ból, duszności, zmęczenie, itp.)
- przedmiotowe (obiektywne) stwierdzane przez lekarza na podstawie badań (np. powiększenie narządu, szmery sercowe, zwiększenie liczby białych ciałek krwi).

Nauką zajmującą się opisem i grupowaniem objawów chorobowych jest symptomatologia.
Objawy zaburzeń psychicznych wykazują dużą różnorodność i określa się je mianem objawy psychopatologiczne. Określenie "objaw" bywa czasem używane zamiennie ze słowem "cecha", co jednak głównie dotyczy opisu zaburzeń osobowości (np. osobowości psychopatycznej) i niedorozwoju umysłowego.